# سياسة عالم خال من الأسلحة النووية
سياسة عالم خال من الأسلحة النووية هي التزام من حكومات البرازيل، ومصر، وأيرلندا، والمكسيك، ونيوزيلاندا، وسلوفينيا، وجنوب أفريقيا، والسويد لتوجيه سياساتها الخارجية نحو «إنهاء الأسلحة النووية وضمان أنها لن تنتج ثانية». تشعر الدول الموقعة بالقلق خاصة من تلك الدول التي لم توقع على معاهدة الحد من انتشار الأسلحة النووية. يعتبر الكثيرون سياسة عالم خال من الأسلحة النووية، وكما يدل نص الاتفاقية، أنها «خطوة أساسية ومطلوبة» تتبع اتفاقية منع انتشار الأسلحة النووية. مثل موقف نيوزيلندا خطوة في طريق بناء سياسة عالم خال من الأسلحة النووية.

## وصلات خارجية
- نص الوثيقة (مشاع من وزارة الخارجية الأيرلندية)